# Siphunculina aureopilosa
Siphunculina aureopilosa är en tvåvingeart som beskrevs av Seguy 1938. Siphunculina aureopilosa ingår i släktet Siphunculina och familjen fritflugor.
Artens utbredningsområde är Kenya. Inga underarter finns listade i Catalogue of Life.